# 基督兄弟団成増教会
基督兄弟団成増教会、（きりすときょうだいだん なりますきょうかい）は、東京都練馬区旭町にある基督兄弟団の教会。中田重治系のホーリネス教会である。2006年まで松沢秀章が牧師を務めた。アーサー・ホーランドが講壇に立っている。
1946年、小林廉直牧師が白子教会として開拓伝道を開始。1954年に移転し成増教会となった。1989年に松沢秀章が主任牧師となる。2006年から小平牧生が主任牧師。